# Lascoria apiteralis
Lascoria apiteralis là một loài bướm đêm trong họ Noctuidae.